# Redonen

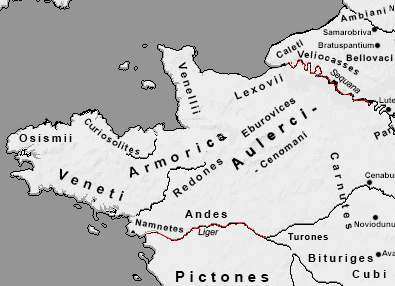
Karte mit Angabe des Stammesgebietes der Redonen

Die Redonen (deutsch auch Riedonen; lateinisch: Redones, Riedones und Rhedones) waren ein keltischer Volksstamm, der auf der bretonischen Halbinsel im Westen Frankreichs ansässig war. Sie siedelten in der heutigen Bretagne entlang der Mündung der Ille in die Vilaine und vermutlich bis zum  Mündungsgebiet der Loire in den Atlantik. Ihr Hauptort war Condate, das heutige Rennes, dessen  Name sich von der lateinischen Bezeichnung Civitas Redonum (= Stadt der Redonen) ableitet.
Zusammen mit ihren Nachbarn, der Veneter, Namneten, Curiosoliten und Osismier, waren die Redonen seit der Bronzezeit einer der führenden Stämme auf der bretonischen Halbinsel. Ab 700 v. Chr. hatten auch die Redonen Eisen als Material zur Werkzeugherstellung entdeckt und die als keltische Eisenzeit benannte Zeitperiode begann auch in der Bretagne.
Die Redonen werden im 1. Jahrhundert  v. Chr. erstmals schriftlich von dem römischen Feldherrn und Autor Julius Caesar in De Bello Gallico genannt, seinem Bericht über seine Kriege in Gallien. Caesar nennt sie unter den civitates maritimae, den seefahrenden Stämmen der Region. Nach der blutigen Schlacht an der Sambre (57 v. Chr.) sandte Caesar Publius Licinius Crassus mit einer Legion in die Territorien der Veneter, Redonen und anderer keltischer Stämme, die sich unterwarfen. 52 v. Chr. schickten die Redonen und ihre Nachbarstämme ein Kontingent, das Caesar während der Belagerung von Alesia angreifen sollte. Nach der Eroberung durch das Römische Reich wurde das Stammesgebiet der Redonen Teil der römischen Provinz Gallien. Es gehörte zu der mit Aremorica bezeichneten nordwestlichen Küste Galliens.
Schon vor der Eroberung durch Rom hatten die Redonen keltische Münzen, vor allem in Gold geschlagen, beispielsweise Stater mit griechischem Einfluss der Motivwahl.